# Comarit
Comarit-Ferry era una compañía naviera marroquí especializada en el transporte de pasajeros. Mantiene conexiones entre el norte de Marruecos y el sur de España y Francia. Su sede social se ubica en la ciudad de Tánger, uno de los principales puertos de salida de sus trasbordadores. Desde febrero de 2009, Comarit mantiene acciones en el líder de la industria naviera marroquí, Comanav, tras la adquisición de la cuota correspondiente al grupo Francés CMA-CGM por 80.000.000 €.
La compañía en la actualidad se encuentra en dificultades financieras con su flota amarrada en los puertos de Sète, Nador, Tánger, Almería y Algeciras. 

## Rutas
- Tánger ( Marruecos) - Algeciras ( España)
- Tánger ( Marruecos) - Sète ( Francia)
- Nador ( Marruecos) - Almería ( España)
- Tánger ( Marruecos) - Tarifa ( España)
- Tánger ( Marruecos) - Génova ( Italia)

## Flota
- Marruecos - C/F Banasa
- Marruecos - C/F Boughaz
- Marruecos - C/F Biladi
- Marruecos - C/F Berkane
- Marruecos - F/F Bissat
- Marruecos - F/F Boraq